# روبرت باتلر (سياسي)
روبرت باتلر (بالإنجليزية: Robert Butler)‏ هو طبيب وسياسي أمريكي، ولد في 1784، وتوفي في 1853.